# Givrage (aéronautique)
En aviation, le givrage décrit les phénomènes pouvant conduire à la formation de glace sur les surfaces d'un aéronef ou à l'intérieur du moteur. De nombreux avions ne sont pas certifiés pour voler en conditions givrantes connues - c'est-à-dire annoncées dans les messages METAR ou TAF.

## Définition
Des conditions de givrage existent lorsque l'air contient des gouttelettes à l'état surfondu, c'est-à-dire liquides à des températures négatives. Cet état est instable et cesse à l'impact des gouttelettes avec un objet ou un noyau glaçogène, une particule microscopique entraînant la congélation. Les conditions de givrage sont caractérisées quantitativement par la taille moyenne des gouttelettes, le contenu en eau liquide et la température de l'air. Ces paramètres influent sur l'étendue et la vitesse qui caractérisent la formation de glace sur un aéronef. La réglementation définit des conditions givrantes dans lesquelles certains aéronefs sont certifiés pour voler.
Qualitativement, les rapports des pilotes indiquent les conditions givrantes en fonction de leur effet sur l'avion et dépendent des capacités de l'avion. Différents aéronefs peuvent déclarer les mêmes conditions quantitatives en raison des différents niveaux de givrage qui en résultent.

## Problèmes liés au givrage

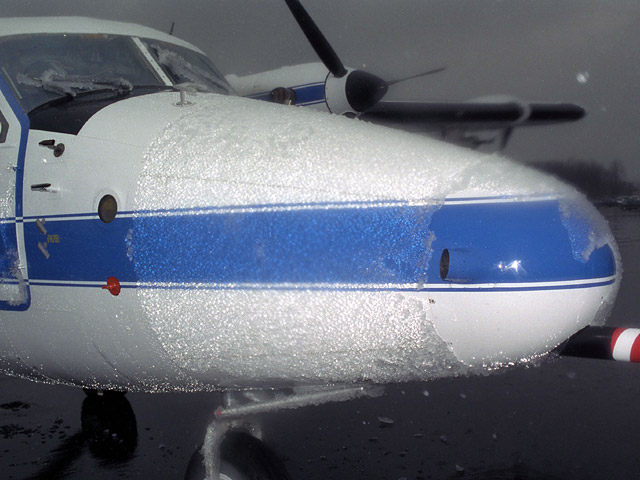
Givre sur un avion

Le givrage en vol détruit la circulation normale de l'air, augmentant la traînée tout en diminuant la capacité de la structure à créer de la portance. Le poids réel du givre chargé à bord d'un avion est insignifiant lorsqu'on le compare à la perturbation de la circulation de l'air qu'il induit. Au fur et à mesure qu'on augmente la puissance pour compenser la traînée supplémentaire et qu'on relève le nez pour maintenir l'altitude, l'angle d'attaque augmente, ce qui conduit, sous les ailes et le fuselage à accumuler du givre supplémentaire.
Le givre s'accumule sur toutes les surfaces exposées de l'avion : les ailes, les hélices, le pare-brise mais aussi sur les antennes, les prises d'air et le capot. Il peut faire vibrer les antennes si fortement qu'elles se brisent. Dans des conditions modérées à fortes, un aéronef léger peut devenir si givré qu'il est impossible de poursuivre le vol. L'avion peut décrocher à des vitesses beaucoup plus élevées et à des angles d'attaque inférieurs à la normale. Il peut rouler ou se cabrer de façon incontrôlable et la récupération peut s'avérer impossible.
Le givre peut également causer l'arrêt du moteur en givrant le carburateur ou, dans le cas d'un moteur à injection de carburant, en bloquant les entrées d'air du moteur.

## Types de givrage
- Le givre transparent est souvent clair et lisse. Les gouttelettes d'eau surfondue, ou pluie verglaçante, frappent une surface, mais ne gèlent pas instantanément. Souvent, des "cornes" ou des protubérances se forment et font saillie dans le flux d'air. Ce type de givre apparaît lorsque la température de l'air est proche de 0°C, avec un contenu en eau liquide important[2].
- Le givre blanc est rugueux et opaque, formé de gouttes surfondues qui gèlent rapidement à l'impact[2].
- Le givre mixte est une combinaison de givre transparent et de givre blanc et apparaît dans un milieu nuageux hétérogènes où la température de l'air et la taille des gouttes varient[2].
- Le verglas a un aspect similaire au givre transparent et il est produit à l'impact de grosses gouttes (de diamètre supérieur à 40 microns) sur une surface. Il est généralement le résultat du gel de l'eau sur des surfaces non protégées lorsque l'avion est à l'arrêt. Cette situation peut être dangereuse lorsqu'on tente de voler parce qu'elle perturbe la circulation de l'air dans la couche limite d'un profil aérodynamique, ce qui cause un décrochage aérodynamique prématuré et, dans certains cas, une traînée considérablement accrue, rendant le décollage dangereux ou impossible[2].

## Intensité du givrage
Trois niveaux de givrage sont définis en fonction de leur impact sur la conduite d'un vol :
- léger (entre 1 et 6 g/cm2/h) : pas de contraintes sur la conduite du vol,
- modéré (entre 6 et 12 g/cm2/h) :  l'équipage doit envisager un changement de trajectoire (cap et/ou altitude),
- fort (supérieur à 12 g/cm2/h)  : l'équipage doit immédiatement changer de trajectoire (cap et/ou altitude).

## Prévention et dégivrage
Voir article détaillé : dégrivrage (aéronautique).

## Gouttelettes d'eau surfondue
Deux conditions principales sont requises pour que le givrage se produise :
1. Existence de gouttelettes d'eau,
2. Température ambiante proche ou inférieure à 0 degré Celsius.

Les gouttelettes d'eau peuvent se trouver dans les nuages mais un nuage peut être constitué de gouttelettes d'eau, de cristaux de glace ou des deux (nuages mixtes). Seuls les nuages de gouttelettes d'eau ou les nuages mixtes constituent un danger pour le givrage des aéronefs puisque les cristaux de glace ne collent pas facilement aux surfaces des aéronefs.
Le phénomène de condensation des gouttelettes peut  conduire à la formation d'une classe particulière de gouttelettes surfondues dangereuses, les grosses gouttelettes surfondues (ou SLD :  Supercooled Large Droplets). Aucun avion ne peut voler en toute sécurité dans des conditions caractérisées par un diamètre moyen de gouttelettes d'eau surfondue supérieur à 50 microns. Il est fondamental pour les pilotes d'identifier ces conditions en raison de l'absence de systèmes de détection de glace. Néanmoins, un certain nombre de repères visuels ont été identifiés :
1. Accumulation inhabituellement importante de givre sur la cellule dans des endroits où l'on n'observe pas normalement la formation de givre,
2. Accumulation de givre sur la surface supérieure de l'aile à l'arrière de la zone protégée,
3. Accumulation de givre sur la surface inférieure de l'aile à l'arrière de la zone protégée,
4. Accumulation de givre sur la casserole d'hélice plus à l'arrière que d'habitude,
5. Accumulation de givre sur la nacelle moteur plus en arrière que d'habitude,
6. Accumulation de givre sur des sondes spécifiques,
7. Éclaboussures d'eau sur le pare-brise à une température extérieure négative,
8. Pluie visible à température extérieure négative.